# 함강 (동진)
함강(咸康)은 중국 동진(東晉) 성제(成帝)의 두 번째 연호이다. 335년에서 342년까지 8년 동안 사용하였다. 342년 6월에 성제의 뒤를 이어 즉위한 강제(康帝)가 남은 7개월 동안 이어서 사용하였으며 343년에 개원하였다.
같은 시기에 사용된 다른 연호로는 성한(成漢)에서 사용한 옥항(玉恒 : 335년 ~ 338년), 한흥(漢興 : 338년 ~ 343년), 전량(前凉)에서 사용한 건흥(建興 : 313년 ~ 361년), 후조(後趙)에서 사용한 건무(建武 : 335년 ~ 348년), 대(代)에서 사용한 건국(建國 : 338년 ~ 376년)이 있다.

## 개원
함강(咸康) 원년 1월 1일(335년 2월 10일)에 연호를 함강(咸康)으로 개원함.

## 연대대조표
| 함강                | 원년            | 2년        | 3년        | 4년                 | 5년        | 6년        | 7년        | 8년        |
| 서력                | 335년           | 336년      | 337년      | 338년               | 339년      | 340년      | 341년      | 342년      |
| 육십간지 (六十干支) | 을미(乙未)      | 병신(丙申) | 정유(丁酉) | 무술(戊戌)          | 기해(己亥) | 경자(庚子) | 신축(辛丑) | 임인(壬寅) |
| 성한 (成漢)         | 옥항(玉恒) 원년 | 2년        | 3년        | 4년 한흥(漢興) 원년 | 2년        | 3년        | 4년        | 5년        |
| 전량 (前凉)         | 건흥(建興) 23년 | 24년       | 25년       | 26년                | 27년       | 28년       | 29년       | 30년       |
| 후조 (後趙)         | 건무(建武) 원년 | 2년        | 3년        | 4년                 | 5년        | 6년        | 7년        | 8년        |
| 대 (代)             | -               | -          | -          | 건국(建國) 원년     | 2년        | 3년        | 4년        | 5년        |

## 삭일(1일)
| 함강 원년 (335년) | 1월             | 2월             | 3월             | 4월             | 5월             | 6월             | 7월             | 8월             | 9월             | 10월            | 11월            | 12월            |                 |
| ----------------- | --------------- | --------------- | --------------- | --------------- | --------------- | --------------- | --------------- | --------------- | --------------- | --------------- | --------------- | --------------- | --------------- |
| 삭일(음력)        | 경오일 (庚午日) | 기해일 (己亥日) | 기사일 (己巳日) | 무술일 (戊戌日) | 무진일 (戊辰日) | 정유일 (丁酉日) | 정묘일 (丁卯日) | 병신일 (丙申日) | 병인일 (丙寅日) | 을미일 (乙未日) | 을축일 (乙丑日) | 갑오일 (甲午日) |                 |
| 율리우스력        | 335년 2월 10일  | 3월 11일        | 4월 10일        | 5월 9일         | 6월 8일         | 7월 7일         | 8월 6일         | 9월 4일         | 10월 4일        | 11월 2일        | 12월 2일        | 12월 31일       |                 |
| 함강 2년 (336년)  | 1월             | 2월             | 3월             | 4월             | 5월             | 6월             | 7월             | 윤7월           | 8월             | 9월             | 10월            | 11월            | 12월            |
| 삭일(음력)        | 갑자일 (甲子日) | 계사일 (癸巳日) | 계해일 (癸亥日) | 임진일 (壬辰日) | 임술일 (壬戌日) | 임진일 (壬辰日) | 신유일 (辛酉日) | 신묘일 (辛卯日) | 경신일 (庚申日) | 경인일 (庚寅日) | 기미일 (己未日) | 기축일 (己丑日) | 무오일 (戊午日) |
| 율리우스력        | 336년 1월 30일  | 2월 28일        | 3월 29일        | 4월 27일        | 5월 27일        | 6월 26일        | 7월 25일        | 8월 24일        | 9월 22일        | 10월 22일       | 11월 20일       | 12월 20일       | 337년 1월 18일  |
| 함강 3년 (337년)  | 1월             | 2월             | 3월             | 4월             | 5월             | 6월             | 7월             | 8월             | 9월             | 10월            | 11월            | 12월            |                 |
| 삭일(음력)        | 무자일 (戊子日) | 정사일 (丁巳日) | 정해일 (丁亥日) | 병진일 (丙辰日) | 병술일 (丙戌日) | 을묘일 (乙卯日) | 을유일 (乙酉日) | 갑인일 (甲寅日) | 갑신일 (甲申日) | 갑인일 (甲寅日) | 계미일 (癸未日) | 계축일 (癸丑日) |                 |
| 율리우스력        | 337년 2월 17일  | 3월 18일        | 4월 17일        | 5월 16일        | 6월 15일        | 7월 14일        | 8월 13일        | 9월 11일        | 10월 11일       | 11월 10일       | 12월 9일        | 338년 1월 8일   |                 |
| 함강 4년 (338년)  | 1월             | 2월             | 3월             | 4월             | 5월             | 6월             | 7월             | 8월             | 9월             | 10월            | 11월            | 12월            |                 |
| 삭일(음력)        | 임오일 (壬午日) | 임자일 (壬子日) | 신사일 (辛巳日) | 신해일 (辛亥日) | 경진일 (庚辰日) | 경술일 (庚戌日) | 기묘일 (己卯日) | 기유일 (己酉日) | 무인일 (戊寅日) | 무신일 (戊申日) | 정축일 (丁丑日) | 정미일 (丁未日) |                 |
| 율리우스력        | 338년 2월 6일   | 3월 8일         | 4월 6일         | 5월 6일         | 6월 4일         | 7월 4일         | 8월 2일         | 9월 1일         | 9월 30일        | 10월 30일       | 11월 28일       | 12월 28일       |                 |
| 함강 5년 (339년)  | 1월             | 2월             | 3월             | 4월             | 윤4월           | 5월             | 6월             | 7월             | 8월             | 9월             | 10월            | 11월            | 12월            |
| 삭일(음력)        | 정축일 (丁丑日) | 병오일 (丙午日) | 병자일 (丙子日) | 을사일 (乙巳日) | 을해일 (乙亥日) | 갑진일 (甲辰日) | 갑술일 (甲戌日) | 계묘일 (癸卯日) | 계유일 (癸酉日) | 임인일 (壬寅日) | 임신일 (壬申日) | 신축일 (辛丑日) | 신미일 (辛未日) |
| 율리우스력        | 339년 1월 27일  | 2월 25일        | 3월 27일        | 4월 25일        | 5월 25일        | 6월 23일        | 7월 23일        | 8월 21일        | 9월 20일        | 10월 19일       | 11월 18일       | 12월 17일       | 340년 1월 16일  |
| 함강 6년 (340년)  | 1월             | 2월             | 3월             | 4월             | 5월             | 6월             | 7월             | 8월             | 9월             | 10월            | 11월            | 12월            |                 |
| 삭일(음력)        | 경자일 (庚子日) | 경오일 (庚午日) | 기해일 (己亥日) | 기사일 (己巳日) | 기해일 (己亥日) | 무진일 (戊辰日) | 무술일 (戊戌日) | 정묘일 (丁卯日) | 정유일 (丁酉日) | 병인일 (丙寅日) | 병신일 (丙申日) | 을축일 (乙丑日) |                 |
| 율리우스력        | 340년 2월 14일  | 3월 15일        | 4월 13일        | 5월 13일        | 6월 12일        | 7월 11일        | 8월 10일        | 9월 8일         | 10월 8일        | 11월 6일        | 12월 6일        | 341년 1월 4일   |                 |
| 함강 7년 (341년)  | 1월             | 2월             | 3월             | 4월             | 5월             | 6월             | 7월             | 8월             | 9월             | 10월            | 11월            | 12월            | 윤12월          |
| 삭일(음력)        | 을미일 (乙未日) | 갑자일 (甲子日) | 갑오일 (甲午日) | 계해일 (癸亥日) | 계사일 (癸巳日) | 임술일 (壬戌日) | 임진일 (壬辰日) | 신유일 (辛酉日) | 신묘일 (辛卯日) | 신유일 (辛酉日) | 경인일 (庚寅日) | 경신일 (庚申日) | 기축일 (己丑日) |
| 율리우스력        | 341년 2월 3일   | 3월 4일         | 4월 3일         | 5월 2일         | 6월 1일         | 6월 30일        | 7월 30일        | 8월 28일        | 9월 27일        | 10월 27일       | 11월 25일       | 12월 25일       | 342년 1월 23일  |
| 함강 8년 (342년)  | 1월             | 2월             | 3월             | 4월             | 5월             | 6월             | 7월             | 8월             | 9월             | 10월            | 11월            | 12월            |                 |
| 삭일(음력)        | 기미일 (己未日) | 무자일 (戊子日) | 무오일 (戊午日) | 정해일 (丁亥日) | 정사일 (丁巳日) | 병술일 (丙戌日) | 병진일 (丙辰日) | 을유일 (乙酉日) | 을묘일 (乙卯日) | 갑신일 (甲申日) | 갑인일 (甲寅日) | 갑신일 (甲申日) |                 |
| 율리우스력        | 342년 2월 22일  | 3월 23일        | 4월 22일        | 5월 21일        | 6월 20일        | 7월 19일        | 8월 18일        | 9월 16일        | 10월 16일       | 11월 14일       | 12월 14일       | 343년 1월 13일  |                 |

## 같이 보기
- 다른 왕조의 같은 연호
  - 전촉(後漢) 함강(925년)

- 중국의 연호